# Soru Motu Badame
Soru Motu Badame ist eine osttimoresische Aldeia. Sie liegt im Südwesten des Sucos Culu Hun (Verwaltungsamt Cristo Rei, Gemeinde Dili). In Soru Motu Badame leben 1043 Menschen (2015).
Nördlich von Soru Motu Badame liegt die Aldeia Nato und östlich, jenseits der Rua do Enfermeiro Matias Duarte, die Aldeias Tane Muto und Lao Rai/Caregatiro. Im Süden grenzt Soru Motu Badame, jenseits der Rua Fonte dos Namorados, an den Suco Lahane Oriental und im Westen an den Suco Bemori. Im Südosten von Soru Motu Badame befindet sich das Convento de São José.